# 조이 카스틸로
조이 카스틸로(Joey Castillo, 1966년 3월 30일 ~ )는 미국의 록 드럼 연주자이다.